# Dax McCarty
Michael Dax McCarty (Winter Park (Florida), 30 april 1987) is een Amerikaans voetballer die bij voorkeur als middenvelder speelt. Hij verruilde in juni 2011 DC United voor New York Red Bulls.
McCarty voetbalde op de universiteit van North Carolina van 2004 tot 2005. Hij verscheen in 45 wedstrijden in twee jaar en maakte 4 goals en 11 assists. Hij speelde in de USL Premier Development League voor Ajax Orlando.
Hij werd gekozen in de eerste ronde van de MLS SuperDraft van 2006 door FC Dallas.